# أريدي سميك الأوراق
أريدي سميك الأوراق (الاسم العلمي:Aerides crassifolia) هو نوع من النباتات يتبع جنس الأريدي من الفصيلة السحلبية.